# Ergon-Argument
Mit seinem Ergon-Argument (Nikomachische Ethik, Buch I, Abschnitt 6) versucht Aristoteles, das höchste Gut, nämlich das Glück des Menschen, zu finden, indem er die Aufgabe des Menschen näher bestimmt.

## Kontext und Inhalt
Zu Beginn der Nikomachischen Ethik schließt Aristoteles teleologisch auf das Vorhandensein eines höchsten Gutes, an dem alle übrigen Güter teilhaben (Vollkommenheit) und das keinem weiteren Gut diene (Autarkie / Selbstgenügsamkeit). Dieses Gut sei das Endziel und werde gemeinhin als Glückseligkeit oder Eudaimonia bezeichnet. Das Ergon-Argument soll nun den Inhalt der Glückseligkeit zeigen.
Das griechische Wort ergon bezeichnet die spezifische Funktion oder Aufgabe einer Sache, die für diese Sache essentiell ist. Dass etwas „gut“ ist, definiert sich etwa durch die Anwendung seiner besonders guten Funktionalität bzw. etwas ist gut, weil es seine spezifische Funktion etwa auf optimale Weise erfüllt. Das ergon eines Staubsaugers ist die Brauchbarkeit zur Raumpflege, ein guter Staubsauger ist einer, mit dem ein Raum hervorragend gereinigt wird. Bei der Lampe ist das ergon die Fähigkeit zu leuchten, beim Messer die Fähigkeit zu schneiden usw. Aristoteles stellt sich die Frage, was das ergon des Menschen sein könnte. Was ist seine ihm eigene und spezifische Fähigkeit, durch die sich sein Gutsein definieren und äußern kann?
Um das Wesen des Menschen zu definieren, müssen laut Aristoteles die Gattung und die 'differentia specifica' ermittelt werden. Da der Mensch der Gattung nach ein Lebewesen ist, versucht Aristoteles zu bestimmen, was den Menschen von den Pflanzen und Tieren unterscheidet. „Das Leben ist offenbar etwas mit den Pflanzen gemeinsames, wir aber suchen das Eigene. (…) Das nächste, das in Frage kommt, ist ein Leben der Wahrnehmung, aber auch das teilt der Mensch offensichtlich mit den (…) Tieren. Es bleibt also nur ein tätiges Leben dessen, was Vernunft (Logos) hat.“
Damit ist das Gute für den Menschen gefunden, denn „wenn (…) wir annehmen, die Aufgabe des Menschen sei ein bestimmtes Leben, nämlich das Tätigsein und die Handlungen der Seele mit Vernunft, die des guten Menschen aber, dies auf gute und lobenswerte Weise zu tun (…), dann erweist sich das menschliche Gute als Tätigsein der Seele gemäß dem Gutsein.“ Das Glück des Menschen kann also demzufolge nur verwirklicht werden durch vollkommene, möglichst das ganze Leben umfassende vernunftgemäße Betätigung der Seele.

## Kritik
Aristoteles fragt sich, ob der Mensch im Gegensatz zu Schreinern, Schustern, und einzelnen Körperteilen des Menschen keine Funktion haben könnte. Ohne eine konkrete Konklusion zu ziehen, argumentiert er unter der Prämisse weiter, dass der Mensch tatsächlich eine Funktion hat. Ein Angriff auf diese unsichere Voraussetzung kann somit eine Gegenargumentation sein.
Ein weiterer möglicher Kritikpunkt ist der Vorwurf des Speziesismus. Es lässt sich insbesondere fragen, wie und ob Aristoteles zufolge auch Menschen mit geistiger Behinderung in der Lage sind, ihr ergon zu betätigen und so glücklich zu werden.
Drittens wurde Aristoteles vorgeworfen, mit seinem Ergon-Argument einen naturalistischen Fehlschluss zu begehen. Aus der empirischen Tatsache, dass der Mensch ein vernunftbegabtes Wesen ist, könne man nicht folgern, dass er auch gemäß der Vernunft leben soll. Dies stelle einen unzulässigen Übergang vom Sein zum Sollen dar.